# Desamorfosis
Desamorfosis (reso graficamente desAMORfosis) è il 15º disco in studio della cantante messicana Thalía, pubblicato il 14 maggio 2021 da Sony Music Latin. L'album è stato anticipato dai singoli Ya me Conoces con il duo Mau y Ricky, La Luz con Myke Towers, Tick Tock con Farina e Sofia Reyes e Mojito.

## Descrizione
L'album è stato preceduto da quattro singoli tra cui Ya Tú Me Conoces pubblicato su tutte le piattaforme digitali il 24 gennaio 2020 come primo singolo. É la seconda volta che Thalía ha collaborato con Ricky Montaner, che ha scritto il suo singolo del 2014 Por Lo Que Reste De Vida. Il secondo singolo pubblicato per anticipare l'album è stato La Luz, un duetto con Myke Towers pubblicato ad agosto 2020.
Il terzo singolo è stato Tick Tock, in cui canta con Farina e Sofía Reyes che ha raggiunto il numero 9 nelle vendite di canzoni digitali latine di Billboard. 
Il 4 maggio 2021 la cantante ha annunciato l'uscita dell'album nella sua pagina Instagram. Ha anche pubblicato la copertina dell'album.

## Tracce
1. Mojito
2. Eres Mío
3. Mal y Bien
4. Bolsito Caro
5. No Te Vi" (con Maffio)
6. La Luz" (con Myke Towers)
7. Por Qué
8. Cancelado
9. Secreto
10. Ya Tú Me Conoces (con Mau y Ricky)
11. Tick Tock (con Sofía Reyes e Farina)
12. Empecemos
13. Barrio
14. Tu Boca (Bonus Track)" (con Banda MS de Sergio Lizárraga)